# سياسة صحة البيئة
سياسة صحة البيئة هي التفاعل بين البيئة والصحة ، وكيف يمكن للبيئة التأثير على صحة الإنسان. السياسات أنشئت من قبل الحكومات والمنظمات حيث يرون القضايا الناشئة في صحة اختصاصهم القضائي المتعلق بالبيئة.
هناك العديد من العوامل البيئية التي يمكن أن تؤثر في الصحة بما في ذلك جودة الهواء، تغير المناخ، مياه الشرب السامة، والتعرض للكيماويات السامة . ذلك يعتمد على المنطقة التي توجد بها السياسة ، عوامل بيئية مختلفة سيتم علاجها في السياسة . بعض آثار البيئة على الصحة مثل الربو ، المالاريا ، الكوليرا ، المرض ، السرطان ، والإصابات الفيزيائية. هذه أيضا تعتمد على منطقة عيش الأفراد ، و حِدّة العوامل البيئية. قضايا تغير المناخ أصبحت أكثر انتشارا في القرن الحادي والعشرين ،تتطلب إجراءات من قادة العالم .حيث تكون هناك تغييرات حقيقية على البيئة ، صحة السكان معرضة لمخاطر محتملة .
سياسة صحة البيئة يمكن أن تنفذ على مستويات عديدة من الحكومة ، تتضمن البلدية ، مستويات الدولة والدولية . تركز حكومات البلديات على السياسات التي تؤثر على الحدود التي تسيطر عليها ، بينما تركز حكومات الولايات على عدة مدن أو ولايات داخل حدودها حيث تؤثر البيئة على الصحة.
تتضمن السياسات الدولية تعاون العديد من الدول لتنفيذ نفس السياسة لمعالجة أكبر القضايا البيئية المتعلقة بالصحة مثل التلوث وتغير المناخ.
تتبنى الدول النامية مقاربة مختلفة لسياسات صحة البيئة عن الدول المتقدمة. لا تتمتع الدول النامية دائمًا بنفس إمكانية الوصول إلى الموارد لتنفيذ السياسات التي يمكنها تحسين البيئة والصحة لمواطنيها.
العوامل البيئية يمكن أن يكون لها تأثير غير متساوي على انخفاض الدخل و مناطق الأقليات الإثنية تصبح معرضة للضغوطات البيئية و انخفاض جودة الحياة .

## تعريف
سياسة الصحة البيئية هي الجمع بين البيئة وصحة المواطنين في منطقة محددة .
عند تحديد سياسة الصحة البيئية ، من الأفضل تقسيم المفهوم إلى ثلاث مجموعات منفصلة: البيئة ، الصحة ، السياسة. يشير الجانب البيئي للمصطلح إلى النظم البيئية والعوامل البيئية التي يمكن أن تؤثر على صحة الإنسان . تشير الصحة إلى قدرة البشر على العمل بنجاح عندما تتغير العوامل البيئية باستمرار. في تعريفها الأكثر بساطة ، الصحة هي الرفاهية العامة للشخص . السياسة هي «مسار عمل أو مبدأ يتم تبنيه أو اقتراحه من قبل حكومة أو حزب أو شركة أو فرد» . تشير سياسة الصحة البيئية إلى التأثير البشري على البيئة ، والذي يؤثر بدوره على صحة الإنسان ويتطلب إجراءات سياسية.

## العوامل البيئية
أحد العوامل البيئية التي تؤثر في صحة المجتمع العالمي هو تغير المناخ .تغير المناخ هو ارتفاع درجات الحرارة و / أو انخفاضها على المدى الطويل وانحراف أنماط الطقس بمرور الوقت. نتيجة لتغير المناخ ، زادت درجة حرارة القطب الشمالي الكندي بمقدار ثلاث أو أربع درجات. مع استمرار ارتفاع درجة حرارة القطب الشمالي الشمالي ، يدخل فائض من المياه إلى النظام.  سواء كان الفائض بسبب الأمطار أو ذوبان الثلوج ، فإن كمية متزايدة من مسببات الأمراض تدخل المياه العذبة.
مع تزايد الاتجاهات المناخية المتطرفة ، تصبح الأمراض المنقولة والمائية ، وكذلك الحساسية أكثر انتشارًا في هذه الظروف. تعتمد هذه الأمراض المعدية وما يصاحبها (البعوض وعرات التشنج وغيرها) على البيئة في الانتشار والبقاء.  يتأثر تكاثر هذه الأمراض وانتشارها بشدة بتقلبات الطقس.
تلوث الهواء هو عامل بيئي آخر ثبت أنه يؤثر على الصحة.  أصبح تلوث الهواء مشكلة أكثر خطورة في السنوات الأخيرة حيث تعاني الدول النامية من ارتفاع معدل المواليد وانخفاض معدل الوفيات.  كلما زاد عدد الأشخاص الموجودين في هذه المناطق ، زادت الموارد المطلوبة لدعمهم. يأتي تلوث الهواء في شكلين. الانبعاثات ونقلها.  تأتي هذه الملوثات من مصادر مختلفة ، مثل وسائط النقل ، وحرق الوقود الأحفوري ، أو بشكل طبيعي من الأرض.
ارتفاع منسوب مياه البحر عامل بيئي آخر يؤثر على صحة الأفراد في منطقة معينة.  أحد أسباب بدء ارتفاع مستوى سطح البحر هو ذوبان الجليد الجليدي الكبير. إذا بدأت طبقات الجليد الجليدية بالذوبان بشكل أسرع ، فسوف تتأثر مستويات سطح البحر. طريقة أخرى ترتفع بها مستويات البحار هي عندما ترتفع درجات الحرارة ، تتوسع جزيئات الماء وتتطلب مساحة أكبر. عندما تبدأ مستويات البحر في الارتفاع ، يبدأ خط الشاطئ في التوسع.  في المواقف الخطيرة ، يتسبب هذا في أن يصبح الناس لاجئين بيئيين. مع ارتفاع مستوى سطح البحر ، فإنه يبدأ في التأثير على الأراضي القيمة المستخدمة للأغذية والحصاد . 200 مليون شخص هو عدد الأشخاص المعرضين لخطر الفيضانات إذا ارتفع مستوى سطح البحر بمقدار 40 سم بحلول ثمانينيات القرن العشرين.

## المخاطر الصحية
بدأت المخاطر الصحية الناتجة عن البيئة تؤثر على الناس في جميع أنحاء العالم.  تشير التقديرات إلى أن درجات الحرارة المتزايدة على مدى الثلاثين عامًا الماضية أدت إلى وفاة 150000 شخص كل عام.  شهدت أوروبا في صيف 2003 درجات حرارة أعلى من المعتاد مما أدى إلى وفاة ما يقرب من 22000 إلى 45000 في غضون أسبوعين. كان هذا أسوأ تأثير لتغير المناخ في التاريخ الحديث.  ترتبط زيادة معدلات درجات الحرارة القصوى ارتباطًا مباشرًا بزيادة معدل الوفيات. بعض المخاطر الصحية التي تأتي مع درجات الحرارة العالية هي الإجهاد الحراري ، وفشل الأوعية القلبية ، وانخفاض حرارة الجسم ، وما إلى ذلك.
تؤثر درجة الحرارة على طفيليات الملاريا في البعوض وقدرتها على الحضانة وكذلك مدى احتمالية إمداد البعوض للدم. ينمو البعوض في انتقال الطفيليات حيث لا تتجاوز درجات الحرارة 25 درجة مئوية. تعمل الأمطار الغزيرة ، التي أصبحت أكثر تواترا بين العديد من البلدان ، كموقع تكاثر مثالي للبداية المائية لحياة البعوض. الملاريا مرض ينتقل بواسطة النواقل، منتشر للغاية في أفريقيا.  يعرض المرض مليارات الأشخاص لخطر الإصابة بالفيروس. بسبب نقص الرعاية الصحية الكافية حيث يكون المرض أكثر تركيزًا ، يموت الكثير من الناس. البيئة هي مساهم كبير في نجاح الملاريا في نقل المرض.
أحد أكثر المخاطر الصحية الشائعة التي يواجهها الناس هو نتيجة ملوثات الهواء ونوعية الهواء.  الربو التحسسي هو مرض مزمن يصيب الجهاز الالتهابي عند تعرضه لمسببات الحساسية مما يؤدي إلى ضيق في التنفس ، ولهاث ، وسعال.  ويقال أن العوامل البيئية مثل ملوثات الهواء ودخان التبغ وأبخرة الانبعاث والمواد المسببة للحساسية الأخرى في الهواء عند امتصاصها عبر الجسم لها تأثير على الربو التحسسي.
يمكن أن يؤثر تغير المناخ على صحة الجهاز التنفسي لدى البشر عن طريق تفاقم أمراض الجهاز التنفسي أو زيادة التعرض للمخاطر المحتملة للمرض. يمكن أن يؤثر تغير المناخ على الجهاز التنفسي من خلال كمية حبوب اللقاح والمواد المسببة للحساسية في الهواء ، وانتشار العفن ، وتأثيرات طبقة الأوزون. تؤدي زيادة درجات الحرارة إلى الضغط على الجهاز التنفسي غالبًا ما تسبب الربو وأمراض الرئة الأخرى.  بعض المخاطر الصحية التي ترتبط ارتباطًا وثيقًا بالجهاز التنفسي هي الربو والتهاب الجيوب الأنفية والتهابات الجهاز التنفسي ومرض الانسداد الرئوي المزمن.

## وجهات نظر
مستوى البلدية
هاميلتون ، أونتاريو (كندا)
منطقة مصنع الصلب هاميلتون لديها مستويات أعلى من تلوث الهواء مقارنة ببقية المدينة.  وقد أدى تأثير تلوث الهواء في المنطقة إلى إنفاق 537 مليون دولار سنويًا على الرعاية الصحية والتكاليف الأخرى المرتبطة بها. العديد من القضايا الصحية التي تنشأ مع تلوث الهواء في هاميلتون هي الوفاة المبكرة ومشاكل الجهاز التنفسي ومشاكل القلب والأوعية الدموية.  أخذت هاميلتون زمام المبادرة لنشر الوعي حول القضايا البيئية مع تنفيذ القمم السنوية. رؤية 2020 هي برنامج تنمية مجتمعي يشجع على الإبلاغ المجتمعي عن القضايا البيئية ، مما يؤثر على السياسة.
روتشستر ، نيويورك (الولايات المتحدة الأمريكية)
في عام 2005 ، سنت مدينة روتشستر قانونًا يؤدي إلى استئجار المساكن عندما كان معدل التسمم بالرصاص في مرحلة الطفولة يرتفع. يتطلب التعديل الجديد لقانون الإسكان فحصًا رئيسيًا للعقارات المؤجرة التي تم بناؤها قبل عام 1978 ، مع التركيز على تدهور الطلاء داخل المنزل وخارجه. يفرض القانون على مالكي العقارات إزالة أي طلاء أو غبار أساسه الرصاص من المبنى والحصول على شهادة إشغال قبل أن يتمكنوا من تأجير العقار مرة أخرى. من أجل الحفاظ على الامتثال للقانون ، تسمح روتشستر للمالكين بالتدريب على أعمال إصلاح آمنة للرصاص حتى لا يطلب من العاملين في وكالة حماية البيئة تصحيح الانتهاكات.
هارلم ، نيويورك (الولايات المتحدة الأمريكية)
اتبعت هارلم إلى جانب العديد من المناطق في الولايات المتحدة ، طريقة بحث تشاركية مجتمعية لدراسة سياسة الصحة البيئية.  قامت مؤسسة West Harlem Environmental ACTion Inc. ومركز جامعة كولومبيا للصحة البيئية للأطفال بدراسة آثار التلوث بالديزل على البيئة ، وقدمت النتائج للحكومة ، التي غيرت سياساتها المتعلقة بالصحة البيئية لتلائم النتائج. كانت صحة الجهاز التنفسي هي الشاغل الرئيسي لتغيير السياسة ، والتي ترجع إلى مادة معينة والكربون داخل مصادر الديزل المحلية. أعادت هارلم بناء نظام أسطول الحافلات باستخدام الديزل النظيف وتركيب شاشات المراقبة الجوية الدائمة للتحكم في كمية تلوث الهواء الناجم عن الحافلات.
ساو باولو ، البرازيل
تعاملت المنطقة الحضرية في ساو باولو مع قضايا تلوث الهواء والمياه التي تسببها السيارات ومعالجة مياه الصرف الصحي بشكل غير ملائم.  كانت الأمراض المعدية والطفيلية وأمراض الدورة الدموية ومشاكل الجهاز التنفسي جميعها مصدر قلق في ساو باولو. تستخدم المدينة روابط البيانات (HEADLAMP) بين البيئة والصحة من أجل التأثير على السياسات المستقبلية.  تم علاج تلوث الهواء بشكل هامشي فيما يتعلق بالتلوث الصناعي ، لكن حركة السيارات تنتج أكبر كمية من انبعاثات ثاني أكسيد الكبريت. لم تنمو محطات معالجة المياه لاستيعاب العدد المتزايد من السكان ، ولكن تم توسيع مرافق المياه والصرف الصحي بالأنابيب. وقد تم الشعور بآثار البيئة على الصحة بشكل أكبر في المناطق الفقيرة من المدينة مقارنة بالقطاعات الأكثر ثراءً.
مستوى الولاية
الدول المتقدمة
كندا
تعاملت كندا مع التعرض للرصاص لعقود ، وتناقص منذ السبعينيات مع التخلص التدريجي من طلاء الرصاص والبنزين.  في حين كان هناك انخفاض في التسمم بالرصاص ، لا تزال هناك حالات التعرض للرصاص من الطلاء والأنابيب القديمة في المنازل. يعد التعرض للرصاص أكثر ضررا على النساء والأطفال ، مما يجعلهم أكثر عرضة للتسمم. أدرج الرصاص كمادة سامة بموجب قانون حماية البيئة الكندي. نفذت الحكومة لوائح ضد الرصاص لتعزيز بيئة صحية.
يحاول فرع الأمم الأولى وفرع صحة الإنويت ضمان حصول هذه المجتمعات على فرص متساوية للحصول على الخدمات الصحية مقارنة بتلك الموجودة في مواقع مماثلة في كندا. تحدد وزارة الصحة الكندية الصحة البيئية لتشمل المياه المأمونة ، والغذاء ، والمساكن والمرافق التي يتم صيانتها ، والتخلص من النفايات ، والقدرة على الوقاية من الأمراض ومكافحتها. يتم تنفيذ برنامج الصحة العامة البيئية في العديد من مجتمعات السكان الأصليين ، وهو مخصص لاحتياجات محددة بما في ذلك الأمن الغذائي ومصادر المياه النظيفة وتحسين ظروف السكن السيئة.
الولايات المتحدة
لدى الولايات المتحدة العديد من السياسات للتعامل مع التعرض للمواد الكيميائية ونوعية الهواء والطاقة والتلوث النفطي ومياه الشرب الآمنة.  التعرض العام للمواد الكيميائية يمكن أن يكون له آثار على الجسم بما في ذلك السرطان وأمراض القلب والأوعية الدموية والربو والسمنة. أولئك الذين يعملون في القطاعين الصناعي والزراعي أكثر عرضة للتعرض ، لكن الأطفال والنساء الحوامل والأشخاص الذين يعانون من حالات طبية مزمنة هم أيضًا أكثر عرضة للتعرض. نفذت الولايات المتحدة قانون مراقبة المواد السامة للتعامل مع التعرض للمواد الكيميائية وضمان سلامة المواد الكيميائية وتأثير المواطنين على الحد الأدنى.
تعمل وكالة حماية البيئة على تطوير وقود ديزل نظيف وديزل حيوي للتعامل مع تلوث الهواء الناجم عن انبعاثات السيارات. يمكن أن تؤثر هذه الأنواع من الانبعاثات على صحة الجهاز التنفسي ، وخطر الإصابة بالسرطان ، وزيادة التكاليف الطبية للسكان.  في عام 2013 ، كان النقل أكثر من النصف باستخدام أول أكسيد الكربون وأكاسيد النيتروجين المنتجة في البيئة. كما طبقت الدولة معايير انبعاث المركبات لخفض التلوث من السيارات.
النرويج
لدى النرويج العديد من اللوائح البيئية التي تتعامل مع التلوث و جودة الهواء والمياه. هناك أيضًا سياسات معمول بها لحماية صحة المواطنين ورفاهيتهم بشكل عام ، وفي مكان العمل. يجب أن تضمن أماكن العمل أن لديها تدابير لمنع التلوث أو احتوائه ، جنبًا إلى جنب مع إعداد بيانات الأثر البيئي طواعية والمتوفرة لسلطة مكافحة التلوث. إذا كانت المرافق تنتج انبعاثات ثاني أكسيد الكربون ، فيجب عليها التقدم بطلب للحصول على تصريح بالتصريف ، ويجب عليها الإبلاغ عن الانبعاثات السنوية إلى سلطات مكافحة التلوث. تحاول النرويج حماية مصادرها المائية من التلوث من خلال ضمان قيام المنشآت بتنفيذ تدابير تسبب أقل قدر من الأذى أو الإزعاج للجمهور أو الشركات. تضع الحكومة سياسات لضمان سلامة صحة الموظفين على جميع المستويات ، وتتخذ إجراءات بشأن أي مخاطر داخل مكان العمل من شأنها أن تعرض الصحة للخطر.
تركيا
إن جودة الهواء في تركيا حاليًا بمستويات تعتبر ضارة بصحة الإنسان.  يتضاءل نمو قدرة الرئة لدى الأطفال في المناطق ذات التلوث العالي للهواء ، مما قد يزيد من فرص الإصابة بأمراض الرئة.  تشمل المخاطر التي تهدد صحة الرئة الربو ومرض الانسداد الرئوي المزمن وسرطان الرئة وانتفاخ الرئة الذي يمكن أن يتفاقم بسبب ضعف جودة الهواء. كانت قوة الفحم في تركيا عاملاً بالغ الأهمية في تلوث الهواء. تطلق محطات الطاقة ثاني أكسيد الكبريت وأكاسيد النيتروجين و الزئبق ، والتي يمكن أن تستمر في البيئة لمدة تصل إلى أربعين عامًا. أعربت الجمعية الطبية التركية عن مخاوف بشأن زيادة عدد مصانع الفحم في تركيا ، واقترحت الإلغاء التدريجي لمحطات الفحم لزيادة جودة الهواء في البلاد إلى مستويات آمنة.
ألمانيا
نسقت وزارة البيئة ووزارة الصحة مع الوكالات والمؤسسات العلمية لفهم قضايا الصحة البيئية. ألمانيا لديها تاريخ طويل في سياسات الصحة البيئية من أجل الحفاظ على رفاهية المواطنين.  تعتمد السياسات على البحث العلمي والتعاون بين الوزارات ، لكن سياسات الصحة البيئية غالبًا ما لا تكون مدرجة على جدول أعمال السياسة نظرًا لكونها تخضع لرقابة جيدة نسبيًا.
في عام 2011 ، تم اعتماد سياسات للتخلص التدريجي من الطاقة النووية في البلاد بعد كارثة فوكوشيما النووية. ازداد تلوث الهواء إلى أعلى مستوياته منذ الثمانينيات بسبب زيادة حرق الفحم ، مما يعرض السكان لخطر الإصابة بالأمراض المزمنة المرتبطة بتلوث الهواء. كما أدى التعدين في البلاد إلى تلوث المياه الذي يؤثر على صحة الإنسان والحيوان.  تم ربط تعدين الفحم بالقضايا البيئية والصحية ، مما دفع الحكومة إلى إغلاق جميع حفر التعدين بحلول عام 2018. كانت ألمانيا جهة فاعلة رائدة في التعامل مع انبعاثات الكربون المتعلقة بتغير المناخ من خلال سياسات للحد من استخدام الموارد والاستخدام الفعال لمصادر الطاقة المتجددة.